# Islams armé
Islams armé (جَيش الإسلام Jaysh al-Islām) är en militant grupp palestinska islamister, kända för att ha utfört kidnappningar och bombattentat.
Gruppmedlemmarna tillhör den mäktiga Dughmush-klanen, ökänd för utpressning, smuggling, vapenhandel och hänsynslösa avrättningar av konkurrenter. 
2007 kidnappade man BBC-korrespondenten Alan Johnston.